# El Observador (Uruguay)
Pour les articles homonymes, voir El Observador.
El Observador est un journal uruguayen fondé le 22 octobre 1991.
Sa ligne éditorial se focalise sur les informations d'ordre social, politique et économique concernant l'Uruguay ainsi que des pays du Mercosur